# أندرو غولدستاين
أندرو غولدستاين (بالإنجليزية: Andrew Goldstein)‏ هو منتج أسطوانات ومغن مؤلف وكاتب أغاني أمريكي، ولد في 17 مارس 1986 في ريستون في الولايات المتحدة.